# Anders Aukland
Anders Aukland (* 12. September 1972 in Tønsberg) ist ein norwegischer Skilangläufer.

## Werdegang
Anders Aukland gewann bei den Weltmeisterschaften 2003 Silber über 30 km klassisch und bei den Weltmeisterschaften 2005 in Oberstdorf Silber über 50 km klassisch. Er errang bis Februar 2005 sechs Weltcupsiege. Im Jahr 2004 gewann er den traditionsreichen Wasalauf über 90 Kilometer. Bei den Olympischen Winterspielen 2002 in Salt Lake City wurde Aukland Olympiasieger mit der Staffel.
Anders Aukland holte sich norwegische Meistertitel sowohl im Skilanglauf wie auch in der Leichtathletik, im Duathlon und Wintertriathlon. Ebenso war er bei Hundeschlittenrennen aktiv. Für seine Vielseitigkeit wurde ihm 2001 der Egebergs Ærespris zuerkannt.
Sein Bruder ist der Skiläufer Jørgen Aukland. 2008 gelangen dem Brüderpaar zwei Doppelerfolge, als sie beim Wasalauf (Jørgen vor Anders) und beim Marcialonga (Anders vor Jørgen) die ersten beiden Plätze belegten.

## Erfolge

### Siege bei Weltcuprennen

#### Weltcupsiege im Einzel
| Nr. | Datum             | Ort                          | Disziplin                                 |
| --- | ----------------- | ---------------------------- | ----------------------------------------- |
| 1.  | 24. November 2001 | Kuopio                       | 15 km klassisch Individualstart           |
| 2.  | 8. Dezember 2001  | Cogne                        | 10 km klassisch Individualstart           |
| 3.  | 8. Januar 2002    | Val di Fiemme                | 30 km klassisch Massenstart               |
| 4.  | 14. Dezember 2002 | Cogne                        | 30 km klassisch Massenstart 1             |
| 5.  | 28. November 2003 | Kuusamo                      | 15 km klassisch Individualstart           |
| 6.  | 25. Januar 2004   | Val di Fiemme / Val di Fassa | 70 km klassisch Massenstart (Marcialonga) |

#### Weltcupsiege im Team
| Nr. | Datum             | Ort                  | Disziplin           |
| --- | ----------------- | -------------------- | ------------------- |
| 1.  | 10. März 2002     | Falun                | 4 × 10 km Staffel 2 |
| 2.  | 8. Dezember 2002  | Davos                | 4 × 10 km Staffel 3 |
| 3.  | 19. Januar 2003   | Nové Město na Moravě | 4 × 10 km Staffel 4 |
| 4.  | 14. Dezember 2003 | Davos                | 4 × 10 km Staffel 5 |

### Siege bei Skimarathon-Rennen

#### Siege bei Worldloppet-Cup-Rennen
Anmerkung: Vor der Saison 2015/16 hieß der Worldloppet Cup noch Marathon Cup.
| Nr. | Datum            | Ort                          | Rennen            | Disziplin                     |
| --- | ---------------- | ---------------------------- | ----------------- | ----------------------------- |
| 1.  | 7. März 2004     | Mora                         | Wasalauf          | 90 km klassisch Massenstart   |
| 2.  | 18. März 2006    | Rena                         | Birkebeinerrennet | 54 km klassisch Massenstart   |
| 3.  | 13. Januar 2008  | Bedřichov                    | Isergebirgslauf   | 50 km klassisch Massenstart   |
| 4.  | 28. Januar 2008  | Val di Fiemme / Val di Fassa | Marcialonga       | 70 km klassisch Massenstart   |
| 5.  | 15. Februar 2009 | Otepää                       | Tartu Maraton     | 63 km klassisch Massenstart   |
| 6.  | 21. Februar 2010 | Otepää                       | Tartu Maraton     | 63 km klassisch Massenstart   |
| 7.  | 20. März 2010    | Rena                         | Birkebeinerrennet | 54 km klassisch Massenstart   |
| 8.  | 9. Januar 2011   | Bedřichov                    | Isergebirgslauf   | 50 km klassisch Massenstart 6 |
| 9.  | 17. März 2012    | Rena                         | Birkebeinerrennet | 54 km klassisch Massenstart 6 |
| 10. | 13. Januar 2013  | Bedřichov                    | Isergebirgslauf   | 50 km klassisch Massenstart 6 |

#### Siege bei Ski-Classics-Rennen
| Nr. | Datum             | Ort           | Rennen             | Disziplin                     |
| --- | ----------------- | ------------- | ------------------ | ----------------------------- |
| 1.  | 9. Januar 2011    | Bedřichov     | Isergebirgslauf    | 50 km klassisch Massenstart 7 |
| 2.  | 2. April 2011     | Norefjell     | Norefjellsrennet   | 66 km klassisch Massenstart   |
| 3.  | 17. März 2012     | Rena          | Birkebeinerrennet  | 54 km klassisch Massenstart 7 |
| 4.  | 31. März 2012     | Vålådalen     | Ski Classics Final | 53 km klassisch Massenstart   |
| 5.  | 13. Januar 2013   | Bedřichov     | Isergebirgslauf    | 50 km klassisch Massenstart 7 |
| 6.  | 16. März 2013     | Rena          | Birkebeinerrennet  | 56 km klassisch Massenstart   |
| 7.  | 23. März 2013     | Vålådalen–Åre | Årefjällsloppet    | 75 km klassisch Massenstart 8 |
| 8.  | 14. Dezember 2014 | Livigno       | La Sgambeda        | 35 km klassisch Massenstart   |
| 9.  | 25. März 2017     | Vålådalen–Åre | Årefjällsloppet    | 55 km klassisch Massenstart   |

#### Siege bei weiteren Worldloppet-Rennen
- 1993 Kangaroo Hoppet, 42 km Freistil
- 2008 Demino Ski Marathon, 50 km Freistil
- 2010 König-Ludwig-Lauf, 50 km klassisch

### Siege bei Continental-Cup-Rennen
| Nr. | Datum             | Ort         | Disziplin                       | Serie            |
| --- | ----------------- | ----------- | ------------------------------- | ---------------- |
| 1.  | 17. März 1993     | Thunder Bay | 30 km klassisch                 | Continental Cup  |
| 2.  | 18. März 1993     | Thunder Bay | 10 km Freistil                  | Continental Cup  |
| 3.  | 20. März 1993     | Thunder Bay | 15 km Freistil                  | Continental Cup  |
| 4.  | 8. Januar 2000    | Nybygda     | 10 km klassisch                 | Continental Cup  |
| 5.  | 13. Januar 2001   | Gjøvik      | 10 km klassisch                 | Continental Cup  |
| 6.  | 16. Dezember 2012 | Sjusjøen    | 30 km klassisch Individualstart | Scandinavian Cup |

## Teilnahmen an Weltmeisterschaften und Olympischen Winterspielen

### Olympische Spiele
- 2002 Salt Lake City: 1. Platz Staffel, 4. Platz 15 km klassisch, 7. Platz 50 km klassisch, 7. Platz 20 km Verfolgung
- 2006 Turin: 20. Platz 15 km klassisch, 28. Platz 30 km Verfolgung

### Nordische Skiweltmeisterschaften
- 2001 Lahti: 7. Platz 15 km klassisch, 9. Platz 30 km klassisch
- 2003 Val di Fiemme: 1. Platz Staffel, 2. Platz 30 km klassisch Massenstart
- 2005 Oberstdorf: 2. Platz 50 km klassisch Massenstart
- 2007 Sapporo: 16. Platz 50 km klassisch Massenstart

## Platzierungen im Weltcup

### Weltcup-Statistik
Die Tabelle zeigt die erreichten Platzierungen im Einzelnen.
- 1.–3. Platz: Anzahl der Podiumsplatzierungen
- Top 10: Anzahl der Platzierungen unter den ersten zehn
- Punkteränge: Anzahl der Platzierungen innerhalb der Punkteränge
- Starts: Anzahl gelaufener Rennen in der jeweiligen Disziplin
- Hinweis: Bei den Distanzrennen erfolgt die Einordnung gemäß FIS.

| Platzierung               | Distanzrennen a | Distanzrennen a | Distanzrennen a | Distanzrennen a | Distanzrennen a | Skiathlon Verfolgung | Sprint | Etappen- rennen b | Gesamt | Team c | Team c  |
| Platzierung               | ≤ 5 km          | ≤ 10 km         | ≤ 15 km         | ≤ 30 km         | > 30 km         | Skiathlon Verfolgung | Sprint | Etappen- rennen b | Gesamt | Sprint | Staffel |
| ------------------------- | --------------- | --------------- | --------------- | --------------- | --------------- | -------------------- | ------ | ----------------- | ------ | ------ | ------- |
| 1. Platz                  |                 | 1               | 2               | 2               | 1               |                      |        |                   | 6      |        | 4       |
| 2. Platz                  |                 |                 |                 | 2               | 3               |                      |        |                   | 5      |        | 1       |
| 3. Platz                  |                 |                 |                 |                 | 1               | 1                    |        |                   | 2      |        |         |
| Top 10                    |                 | 3               | 6               | 5               | 9               | 1                    |        |                   | 24     |        | 8       |
| Punkteränge               |                 | 9               | 25              | 8               | 13              | 6                    | 6      |                   | 67     |        | 9       |
| Starts                    |                 | 13              | 32              | 12              | 16              | 10                   | 8      |                   | 91     |        | 9       |
| Stand: Saisonende 2024/25 |                 |                 |                 |                 |                 |                      |        |                   |        |        |         |

### Weltcup-Gesamtplatzierungen
| Saison    | Gesamt | Gesamt | Distanz | Distanz     | Sprint | Sprint |
| Saison    | Punkte | Platz  | Punkte  | Platz       | Punkte | Platz  |
| --------- | ------ | ------ | ------- | ----------- | ------ | ------ |
| 1992/93   | 9      | 77.    | –       | –           | –      | -      |
| 1993/94   | –      | –      | –       | –           | –      | -      |
| 1994/95   | 10     | 66.    | –       | –           | –      | -      |
| 1995/96   | 30     | 49.    | –       | –           | –      | -      |
| 1996/97   | 14     | 72.    | 11      | 46. 1       | 3      | 71.    |
| 1997/98   | 74     | 33.    | 51      | 22. 1       | 24     | 42.    |
| 1998/99   | 39     | 51.    | –       | –           | 39     | 50.    |
| 1999/2000 | 89     | 51.    | 26 56   | 36. 1 42. 2 | 7      | 68.    |
| 2000/01   | 228    | 22.    | –       | –           | 16     | 51.    |
| 2001/02   | 545    | 3      | –       | –           | 26     | 44.    |
| 2002/03   | 340    | 10.    | –       | –           | 2      | 76.    |
| 2003/04   | 404    | 13.    | 404     | 11.         | –      | -      |
| 2004/05   | 3      | 143.   | 3       | 90.         | –      | -      |
| 2005/06   | 108    | 50.    | 108     | 33.         | –      | -      |
| 2006/07   | 26     | 98.    | 26      | 58.         | –      | -      |
| 2007/08   | –      | –      | –       | –           | –      | -      |
| 2008/09   | 51     | 87.    | 51      | 54.         | –      | -      |
| 2009/10   | 17     | 138.   | 17      | 87.         | –      | -      |